# The Beasts of Tarzan
As Feras de Tarzan (The Beasts of Tarzan no original em inglês) é um romance de autoria do escritor norte-americano Edgar Rice Burroughs. Publicado em 1916, é o terceiro de uma série de vinte e quatro livros sobre o personagem Tarzan. Este e The Son of Tarzan são as duas únicas aventuras a ter parte da ação transcorrida na Inglaterra. 

## Resumo
Após assumir seu título de Lord Greystoke, Tarzan agora vive em Londres com a família, isto é, a esposa Jane e o filho Jack.
Certo dia, a bordo de um navio que os levaria para a África, eles são surpreendidos pelo arqui-inimigo Nicholas Rokoff, que conseguira fugir de um presídio militar francês, onde cumpria prisão perpétua. Rokoff rapta Jane e Jack e exila Tarzan em uma ilha deserta, próximo à costa africana. Seu plano é entregar Jack a uma tribo canibal e vender Jane para o harém de um chefão local.
Tarzan alia-se a uma tribo de ferozes macacos, liderados pelo poderoso Akut, e faz amizade com o leopardo Sheeta. Juntos, eles dominam um bando de nativos da tribo guerreira Waziri, cujo chefe, Mugambi, é recrutado como guia.
Este exército embarca para o continente em uma canoa de guerra. Já em terra firme, o rei da jângal e suas feras perseguem obstinadamente Rokoff África afora.
Rokoff, por sua vez, tem de encarar outra pedra no sapato, além de Tarzan. Esta pedra é Jane Clayton, que se revela uma engenhosa adversária.

## História editorial

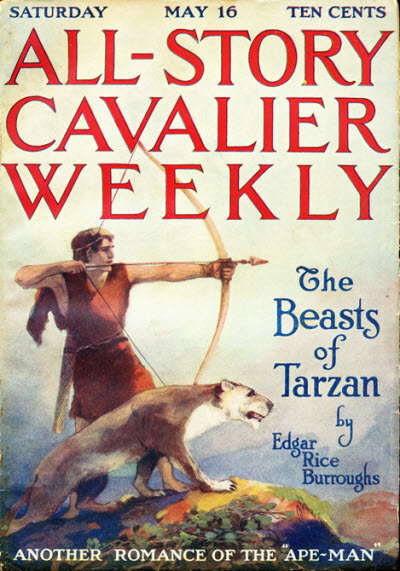
The Beasts of Tarzan foi publicado na revista All Story Cavalier Weekly em 1914.

O romance foi escrito em trinta e quatro dias, de 7 de janeiro a 9 de fevereiro de 1914.
Veio à luz inicialmente através de cinco números sucessivos da revista pulp americana All Story Cavalier Weekly, entre 16 de maio e 13 de junho daquele ano.
A primeira edição em livro saiu nos Estados Unidos em 4 de março de 1916, pela editora A.C. McClurg. J. Allen St. John assinou a ilustração da capa e as outras trinta e oito espalhadas pelas suas páginas. A obra foi dedicada a Joan Burroughs, filha de seis anos do autor.
No Brasil, o romance foi lançado em 1933 pela Companhia Editora Nacional, sob o número 17 da elogiada coleção Terramarear, com uma tiragem de quinze mil exemplares. Seguiram-se seis reimpressões, entre 1936 e 1968, em quantidades que variaram entre 5000 e 10 000 exemplares.
Em 1959, a CODIL - Companhia Distribuidora de Livros lançou a obra no Brasil, com o título de Tarzan e as Feras, dentro de um lote de doze aventuras do rei das selvas. As ilustrações são de Manoel Victor Filho.
Em Portugal, o livro saiu pela Portugal Press, que editou também todas as outras aventuras do herói, várias delas inéditas no Brasil.

## Adaptações

### Quadrinhos
A primeira quadrinização foi realizada pelo ilustrador Rex Maxon, com roteiros de R. W. Palmer. O formato era o de tiras diárias, que foram lançadas de 19 de agosto a 23 de novembro de 1929.
Em abril de 1966, o gibi Tarzan of the Apes, da editora Gold Key Comics, apresentou a versão de Russ Manning (ilustrações) e Gaylord Du Bois (roteiros). No Brasil, esta história foi publicada pela EBAL em 1968, na coleção Lança de Prata, e reeditada na revista Tarzan de abril de 1986.

## Considerações pertinentes
Mais tarde, Burroughs arrependeu-se de fazer de Tarzan um marido, um pai e, depois, um avô, por causa, segundo ele, das limitações criativas de um herói casado. Em entrevista ao jornal Honolulu Star Bulletin, em 1938, Burroughs disse: "...casei Tarzan em meu segundo livro, The Return of Tarzan. Agora sei que o casamento foi um erro... ele não é um homem do lar".
Observe-se que Jane participa somente de dez das vinte e quatro narrativas que Burroughs construiu sobre Tarzan. Observe-se, também, que em suas aventuras, o rei das selvas é, frequentemente, tentado por belas mulheres, que, invariavelmente, se apaixonam por ele. Entre elas estão a Condessa Olga de Coude, uma dançarina beduína não identificada, e La, a grã-sacerdotisa de Opar, todas personagens de The Return of Tarzan. Muitas outras se seguirão (a menos convencional veio antes, quando Tarzan ainda crescia entre os macacos da tribo de Kerchak -- a volúvel macaquinha Teeka, seu primeiro amor. Felizmente para Jane, Teeka acaba por escolher um amigo do herói). Tarzan, no entanto, sempre se manteve fiel à esposa, ainda que às vezes com certa dificuldade. 